# 哈納曼 (伊利諾伊州)
哈納曼（英語：Hahnaman）是位於美國伊利諾伊州懷特塞德縣的一個非建制地區。該地的面積和人口皆未知。

## 地理
哈納曼的座標為41°37′54″N 89°38′06″W / 41.63167°N 89.63500°W，而該地的平均海拔高度為200米（即656英尺）。